# اندیس هرزه ویل
هرزه ویل یک اندیس فلزی است که در حوالی شهر رودبار استان گیلان قرار دارد و مادهٔ معدنی موجود در آن، مس است.  